# Финикс Сънс
Финикс Сънс (Phoenix Suns, Слънцата от Финикс) е баскетболен отбор от гр. Финикс, щата Аризона, състезаващ се в Националната баскетболна асоциация НБА.
Основан е през 1968 г. Играят домакинските си мачове в US Airways Center (18 422 места) от 1992 година насам. Доброто представяне на отбора е резултат от тяхната офанзивна игра. За четиридесет и две годишната си история Слънцата имат 19 сезона, в които са постигали 50 или повече победи и са стигали 9 пъти до финала на Западната конференция. 3 пъти успяват да достигнат до финал в НБА – през 1976,1993,2021 г., като първия губят от Бостън Селтикс (4-2 в сериите), втория – от Чикаго Булс на Майкъл Джордан (4-2 в сериите), а третият от Милуоки Бъкс (4-2 в сериите).

## Известни играчи
- Чарлз Баркли
- Амаре Стоудемайър
- Стив Неш
- Горан Драгич
- Георги Глушков
- Шакил О'Нийл
- Кевин Дюрант